# Население Грозного
Грозный (чечен. Соьлжа-ГӀала — назв. по реке Сунжа (чечен. Соьлжа) + гӀала «город») — город на Северном Кавказе, столица Чеченской Республики. Является одним из крупнейших городов Северо-Кавказского Федерального округа: занимает второе место по площади и четвёртое — по населению (399 286 чел. на 2025 год, что составляет 25,33 % населения республики).

## Динамика
Крепость Грозная, основанная в 1818 году, представляла собой правильный шестиугольник, окружённый глубоким рвом шириной 20 метров. По мере снижения интенсивности боевых действий, крепость постепенно утрачивала военное значение и всё больше становилась административно-экономическим центром региона. К 1860 году население крепости составляло 1100 человек.
30 декабря 1869 года по старому стилю (12 января 1870 года по новому) крепость Грозная, которая уже утратила стратегическое значение, была преобразована в окружной город Терской области. Указ был опубликован в феврале 1870 года. В течение первых пяти лет всем вновь приписанным горожанам бесплатно выделялся под застройку участок земли в 400 квадратных саженей. В Грозный устремились переселенцы со всей России, прельстившиеся этой льготой. Переселенцы в основной своей массе были бедняками, разорёнными неурожаями.
Город стал стремительно расти. Если в 1871 году его население составляло около 4 тысяч человек, то спустя 4 года — более 9 тысяч. К тому времени начал ощущаться недостаток свободных земель. В 1875 году в выделении земли отказывали не только вновь прибывшим, но и солдатам, отдавшим службе по 25-30 лет. Многим рабочим и крестьянам, бежавшим с насиженных мест от голода, разорения и долгов, вообще не нашлось места в городе. Они селились на самовольно захваченных участках по окраинам города, на которых строили трущобы. Такие районы назывались «собачёвками» и «индюшиновками».
В 1893 году, когда стала очевидной перспективность грозненской нефти, была построена железнодорожная ветка Грозный-Беслан. В том же году дала мощный нефтяной фонтан первая буровая скважина, что привлекло внимание российских и зарубежных капиталистов. Начался бурный рост нефтедобычи и нефтепереработки, что, в свою очередь привело к росту населения. В 1890 году население города составляло 6 тысяч человек, а по переписи 1897 года в городе проживало 15 564 человека. При этом жизнь более чем 10 тысяч человек была прямо или косвенно связана с промышленностью. Только рабочих на нефтяных промыслах работало более 2 тысяч.
Накануне Октябрьской революции население города составляло 45 тысяч человек, из них рабочих 20 тысяч, чеченцев — 3 тысячи. Было замощено 300 квадратных саженей тротуаров и одна улица. В Грозном было три больницы, военный госпиталь и четыре аптеки, 13 практикующих врачей, 10 фельдшеров и 6 акушеров. В городе было 11 учебных заведений, одна платная библиотека, которая обслуживало 5 % населения и 68 трактиров. Учащиеся составляли 6 % населения. 43 % населения было неграмотно. Бюджет города составлял 249 тысяч рублей.
По переписи 1939 года население составляло 172 тысячи. Протяжённость водопроводной сети составляла более 100 км, трамвайных путей — более 20 км. В городе было три вуза (нефтяной, педагогический и учительский) в которых учились 1300 студентов. Работали два научно-исследовательских института: ГрозНИИ и научно-исследовательский институт истории, языка, литературы и искусства. Функционировали около 30 общеобразовательных школ, 4 техникума и ряд спецкурсов. В сфере здравоохранения было задействовано 14 больниц, 4 роддома, множество поликлиник, детских садов и яслей.
23 февраля 1944 года началась депортация чеченцев и ингушей. Депортация практически не отразилась на развитии Грозного, поскольку здесь жило в основном русскоязычное население. В послевоенный период, в отличие от сельского населения, число жителей Грозного быстро росло. Причинами этого были естественный рост населения, переселение жителей близлежащих сёл и миграция из других регионов СССР. Для обеспечения горожан жильём были построены новые кварталы и жилые посёлки. За первую половину 1950-х годов было построено 300 000 м² жилья. Население города достигло 233 тысячи человек, что на 61 тысячу превышало соответствующий показатель 1939 года. Также происходило совершенствование и расширение коммунальных служб, социальной сферы, городского транспорта.
К 1984 году Грозный был одним из крупнейших промышленных, научных и культурных центров Северного Кавказа. В городе проживало 383,5 тысячи человек. Из них две трети было занято на промышленных предприятиях городах, которых насчитывалось 60. Кроме трёх вузов в городе работали 9 средних специальных учебных заведений, 11 научно-исследовательских учреждений, 82 школы, 30 технических училищ. Культурная сфера была представлена тремя театрами, филармонией, двумя музеями, десятками библиотек и кинотеатров. Местное телевидение вело цветные передачи по двум телеканалам. В городе насчитывалось 34 лечебно-профилактических учреждения, 25 женских и детских консультаций и поликлиник, в которых трудилось 1500 врачей и около 8 тысяч человек среднего медицинского персонала.
Из-за резкого ухудшения ситуации в 1990-х годах и последовавшей первой чеченской войны Чечню покинули примерно 300 тысяч человек некоренного населения. Более 200 тысяч чеченцев мигрировали за пределы республики. Потери населения республики в результате боевых действий оцениваются в 100 тысяч человек. Также в указанный период снизилась рождаемость, повысились заболеваемость и смертность. В связи с военными действиями в республике, перепись населения населения 2002 года проводилась по неполной программе.
Население Грозного в 1970 году составляло 77 % от всего городского населения республики, в 1979 году − 71 %, в 1989 — 77 %. К 2002 году, когда из-за двух войн было разрушено 80 % жилого фонда города и эмигрировало почти всё русское и прочее не чеченское население, его доля составила 56 %. В 2014 году эта доля возросла до 60 %.
| 1897     | 1913     | 1923     | 1926     | 1931     | 1937     | 1939     | 1956     | 1959     | 1962     |
| -------- | -------- | -------- | -------- | -------- | -------- | -------- | -------- | -------- | -------- |
| 16 000   | ↗35 800  | ↗49 200  | ↗70 898  | ↗148 915 | ↗157 315 | ↗172 448 | ↗226 000 | ↗242 068 | ↗280 000 |
| 1967     | 1970     | 1973     | 1975     | 1976     | 1979     | 1982     | 1985     | 1986     | 1987     |
| ↗331 000 | ↗341 259 | ↗363 000 | ↗368 000 | →368 000 | ↗375 326 | ↗384 000 | ↗390 000 | ↗392 000 | ↗404 000 |
| 1989     | 1990     | 1991     | 1992     | 1993     | 1996     | 2002     | 2003     | 2004     | 2005     |
| ↘399 688 | ↘399 000 | ↗401 000 | ↘388 000 | ↘364 000 | ↘186 000 | ↗210 720 | ↘210 700 | ↗213 700 | ↗215 700 |
| 2006     | 2007     | 2008     | 2009     | 2010     | 2011     | 2012     | 2013     | 2014     | 2015     |
| ↗218 200 | ↗222 000 | ↗226 100 | ↗231 215 | ↗271 573 | ↗271 600 | ↗275 627 | ↗277 414 | ↗280 263 | ↗283 659 |
| 2016     | 2017     | 2018     | 2019     | 2020     | 2021     | 2023     | 2024     | 2025     |          |
| ↗287 410 | ↗291 687 | ↗297 137 | ↗301 253 | ↗305 911 | ↗328 533 | ↗331 402 | ↗333 672 | ↗399 286 |          |

## Национальный состав

### 1926 год
Национальный состав населения города по данным Всесоюзной переписи населения 1926 года.
| Народ         | Численность, чел. | Доля от всего населения, % |
| ------------- | ----------------- | -------------------------- |
| русские       | 49 188            | 69,38 %                    |
| армяне        | 5257              | 7,41 %                     |
| украинцы      | 4722              | 6,66 %                     |
| чеченцы       | 1594              | 2,25 %                     |
| татары        | 1538              | 2,17 %                     |
| евреи горские | 1475              | 2,08 %                     |
| белорусы      | 1465              | 2,07 %                     |
| евреи         | 1264              | 1,78 %                     |
| другие        | 4395              | 6,20 %                     |
| всего         | 70 898            | 100,00 %                   |

### 2010 год
Национальный состав населения города по данным Всероссийской переписи населения 2010 года
| Народ                       | Численность, чел. | Доля от всего населения, % |
| --------------------------- | ----------------- | -------------------------- |
| чеченцы                     | 254 558           | 93,73 %                    |
| русские                     | 8 961             | 3,30 %                     |
| кумыки                      | 1 376             | 0,51 %                     |
| ингуши                      | 992               | 0,37 %                     |
| аварцы                      | 710               | 0,26 %                     |
| табасараны                  | 608               | 0,22 %                     |
| лезгины                     | 365               | 0,13 %                     |
| казахи                      | 310               | 0,11 %                     |
| татары                      | 280               | 0,10 %                     |
| другие                      | 2 926             | 1,08 %                     |
| не указавшие и отказавшиеся | 487               | 0,18 %                     |
| всего                       | 271 573           | 100,00 %                   |

Динамика изменения национального состава
| Национальность / Год переписи | 1897 год         | 1926 год           | 1939 год         | 1959 год        | 1970 год         | 1979 год         | 1989 год         | 2002 год         |
| ----------------------------- | ---------------- | ------------------ | ---------------- | --------------- | ---------------- | ---------------- | ---------------- | ---------------- |
| русские                       | 10 349 (66,59 %) | ↗ 68 152 (70,82 %) | 122.457 (71,0%)  | 196.482 (78,1%) | 229.114 (67,1%)  | 224.504 (59,9%)  | 210.341 (52,9%)  | 5.295 (2,5%)     |
| евреи                         | 1 686 (10,83 %)  | ↗ 2 787 (2,90 %)   | —                | —               | 4.573 (1,3%)     | 3.758 (1,0%)     | —                | —                |
| украинцы                      | 970 (6,23 %)     | ↗ 7 796 (8,10 %)   | 3.976 (2,3%)     | 7.862 (3,1%)    | 8.255 (2,4%)     | 8.724 (2,3%)     | 9.688 (2,4%)     | 92 (0,1%)        |
| чеченцы                       | 498 (3,20 %)     | ↗ 1 931 (2,01 %)   | 24.207 (14,0%)   | 16.854 (6,7%)   | 59.229 (17,4%)   | 90.473 (24,2%)   | 121.350 (30,5%)  | 201.562 (95,7%)  |
| поляки                        | 407 (2,62 %)     | ↗ 726 (0,75 %)     | —                | —               | —                | —                | —                | —                |
| армяне                        | 352 (2,26 %)     | ↗ 5 843 (6,07 %)   | 7.916 (4,6%)     | 11.533 (4,6%)   | 13.177 (3,9%)    | 13.925 (3,7%)    | 14.305 (3,6%)    | 189 (0,1%)       |
| татары                        | 272 (1,75 %)     | ↗ 3 108 (3,23 %)   | —                | 3.747 (1,5%)    | 3.896 (1,1%)     | 3.778 (1,0%)     | —                | 270 (0,1%)       |
| персы                         | 267 (1,72 %)     | ↗ 536 (0,56 %)     | —                | —               | —                | —                | —                | —                |
| грузины                       | 218 (1,40 %)     | ↗ 714 (0,74 %)     | —                | —               | —                | —                | —                | —                |
| немцы                         | 134 (0,86 %)     | ↗ 468 (0,49 %)     | —                | —               | —                | —                | —                | —                |
| греки                         | 48 (0,31 %)      | ↗ 247 (0,26 %)     | —                | —               | —                | —                | —                | —                |
| кумыки                        | 45 (0,29 %)      | ↗ 87 (0,09 %)      | 265 (0,2%)       |                 | 647 (0,2%)       | 860 (0,2%)       | 962 (0,2%)       | 158 (0,1%)       |
| лезгины                       | 38 (0,24 %)      | ↗ 154 (0,16 %)     | —                | —               | —                | —                | —                | —                |
| белорусы                      | 33 (0,21 %)      | ↗ 1 897 (1,97 %)   | —                | —               | —                | —                | —                | —                |
| аварцы                        | 26 (0,17 %)      | ↗ 222 (0,23 %)     | 128 (0,1%)       |                 | 525 (0,2%)       | 671 (0,2%)       | 801 (0,2%)       | 110 (0,1%)       |
| осетины                       | 10 (0,06 %)      | ↗ 235 (0,24 %)     | —                | —               | —                | —                | —                | —                |
| ногайцы                       | 11 (0,1%)        | —                  | 11 (0,1%)        | —               | 159 (0,1%)       | 201 (0,1%)       | 145 (0,1%)       | 4 (0,1%)         |
| ингуши                        | 4 (0,1%)         | 130 (0,1%)         | 1.213 (0,7%)     | 2.626 (1,0%)    | 11.823 (3,5%)    | 17.828 (4,8%)    | 21.346 (5,4%)    | 2.129 (1,0%)     |
| другие                        | 211 (1,36 %)     | ↗ 1 323 (1,37 %)   | 12 286 (7,1%)    |                 |                  |                  |                  |                  |
| всего                         | 15 564 (100,0 %) | ↗ 96 226 (100,0 %) | 172.448 (100,0%) | 251.718 (100%)  | 341.259 (100,0%) | 374.611 (100,0%) | 397.258 (100,0%) | 210.720 (100,0%) |

Национальный состав
По итогам переписи населения 2020 года проживали следующие национальности (национальности менее 0,1 % и другое см. в сноске к строке «Другие»):
| Национальность | Численность, чел. | Доля     |
| -------------- | ----------------- | -------- |
| Чеченцы        | 313 896           | 95,54 %  |
| Русские        | 7612              | 2,32 %   |
| Кумыки         | 907               | 0,28 %   |
| Табасараны     | 879               | 0,27 %   |
| Аварцы         | 659               | 0,20 %   |
| Ингуши         | 637               | 0,19 %   |
| Азербайджанцы  | 628               | 0,19 %   |
| Лезгины        | 598               | 0,18 %   |
| Другие         | 2717              | 0,83 %   |
| Итого          | 328 533           | 100,00 % |